# Dschungel der Schönheit
Dschungel der Schönheit (Originaltitel: The Beauty Jungle) ist ein britischer Spielfilm des Regisseurs Val Guest aus dem Jahr 1963 mit Janette Scott und Ian Hendry in den Hauptrollen. Das Drehbuch stammt von Robert Muller in Zusammenarbeit mit dem Regisseur. In seinem Heimatland kam der Streifen das erste Mal am 25. August 1964 in die Kinos, in der Bundesrepublik Deutschland am 12. Februar 1965, damals noch unter dem (etwas irreführenden) Titel Wir zeigen, was wir haben.

## Handlung
Shirley Freeman, eine junge Stenotypistin aus Bristol, wird von dem kaum bekannten Reporter Don Mackenzie am Strand eines Familienbades entdeckt und überredet, an einer örtlichen Schönheitskonkurrenz teilzunehmen. Mehr aus amüsierter Neugier lässt Shirley sich darauf ein und wird hoffnungslos abgeschlagen. Aber Don hat sich in den Kopf gesetzt, mit einer Artikelserie über das „Mädchen von nebenan“ seinen Ruhm zu begründen, und managt sie, die durch die verschiedensten Reaktionen aufgestachelt wird, langsam aber sicher nach oben. Aus dem Spiel ist längst Ernst geworden. Als Shirley kurz vor dem Gipfel, der „Miss Globus“, unterliegt, bricht für sie eine Welt zusammen. Nie wieder wird sie das zufriedene Mädchen werden können, das sie früher war.

## Kritik
„Erstaunlich gut gelungene und von erkennbar ernster Absicht getragene Demaskierung des Schönheitsrummels ohne inkonsequent spekulative Zutaten. Ab 16 zu empfehlen!“

„Entgegen dem deutschen Verleihtitel ein unspekulativer Film, der auf Ironie und Satire zugunsten arger Schwarzweißdramaturgie verzichtet.“